# Arcumeggia
Arcumeggia is een plaats (frazione) in de Italiaanse gemeente Casalzuigno.
De plaats staat bekend om de schilderingen op de buitenmuren van de huizen door Italiaanse schilders:

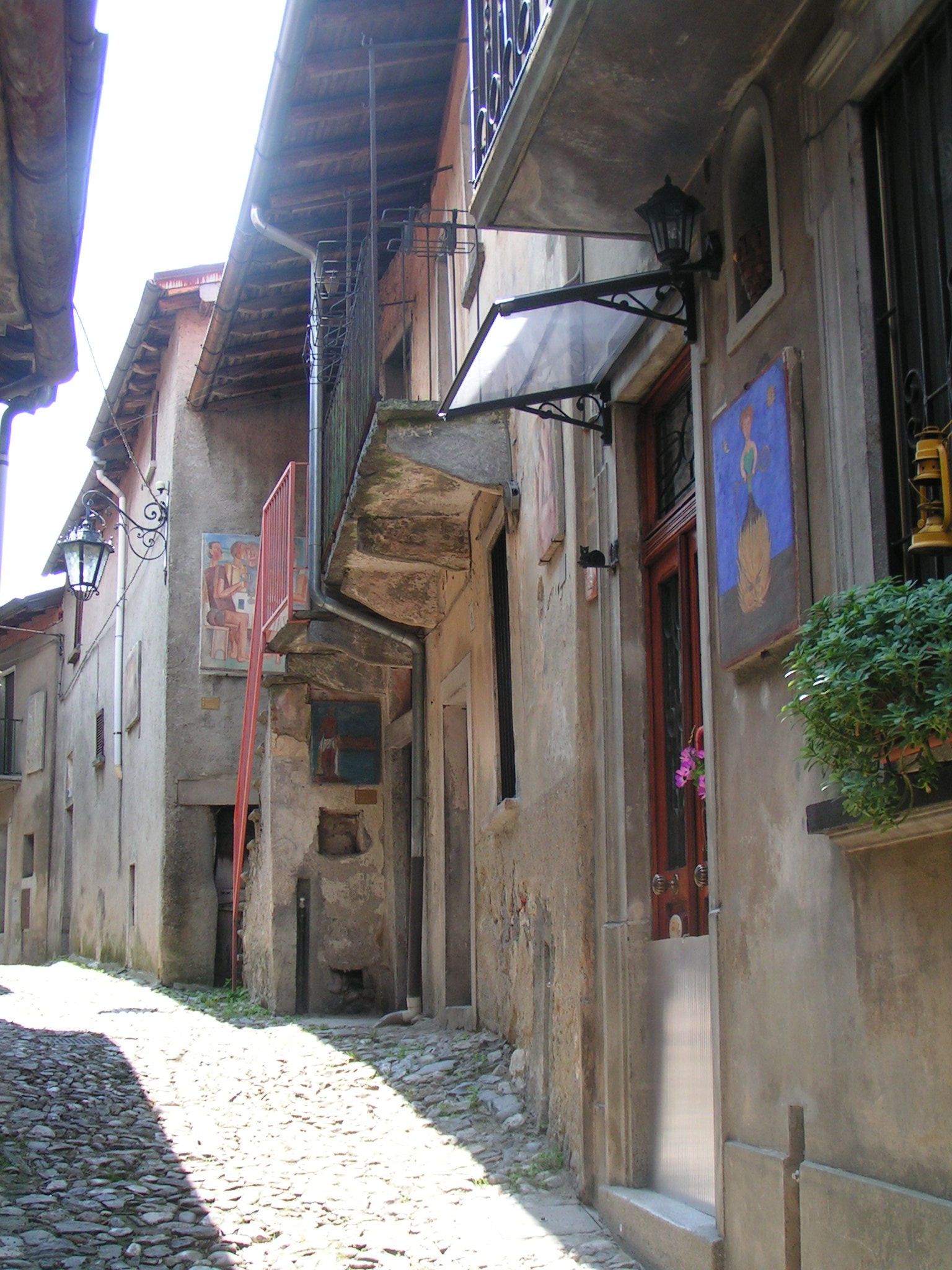
Way Arcumeggia

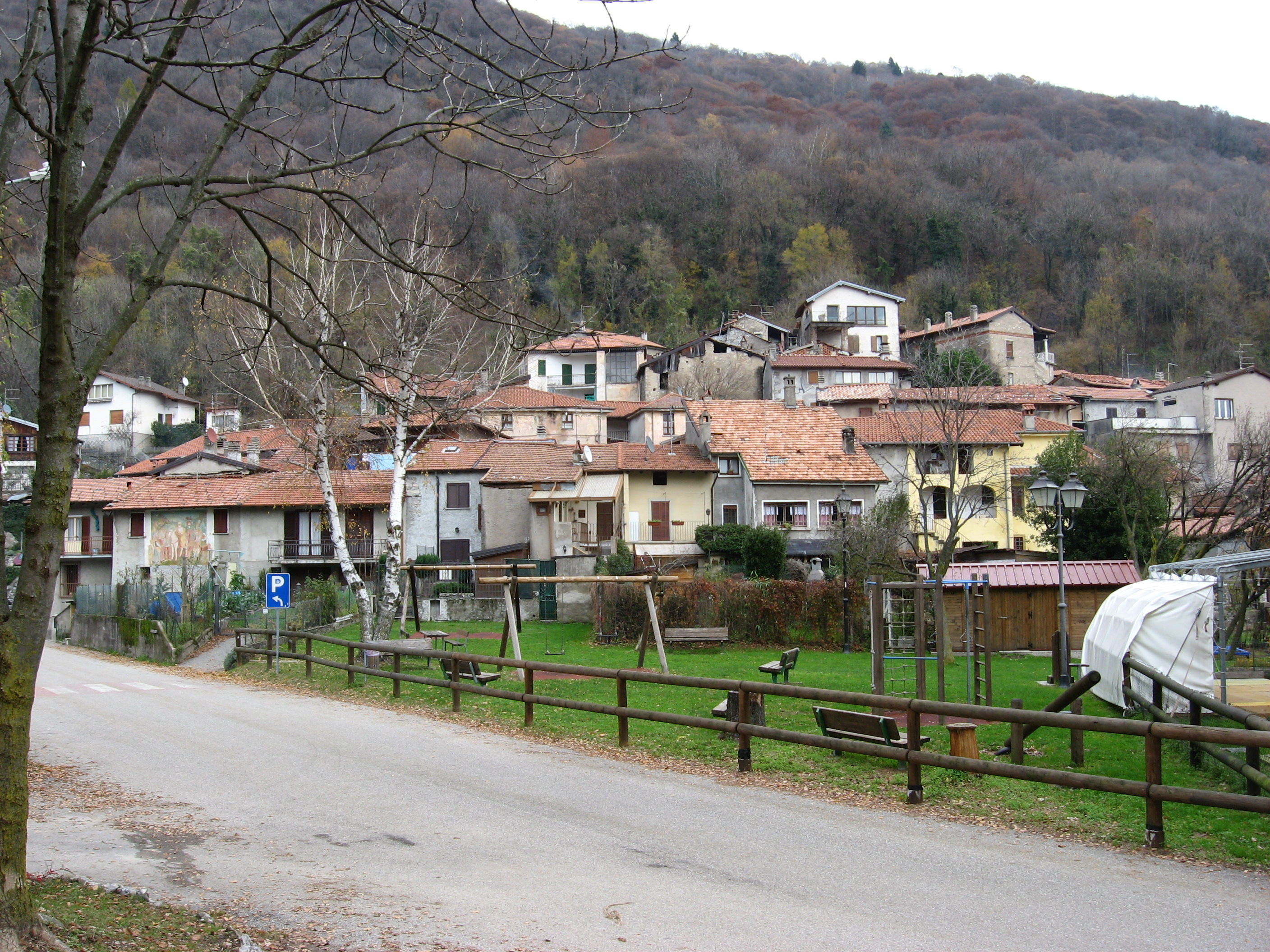
Arcumeggia - landschap

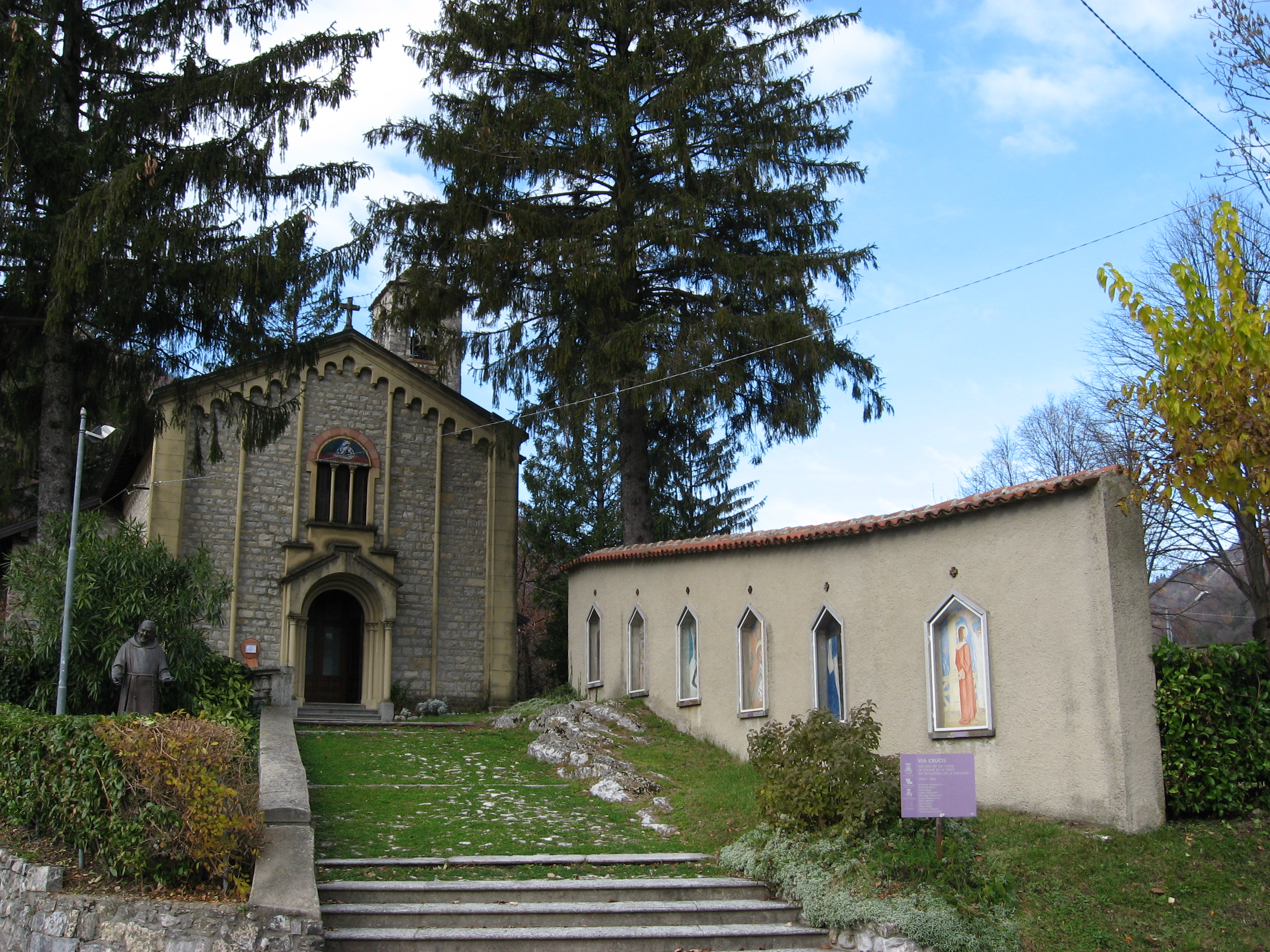
Arcumeggia - kerk

- Giovanni Brancaccio
- Remo Brindisi
- Aldo Carpi
- Cristoforo De Amicis
- Gioxe De Micheli
- Gianni Dova
- Umberto Faini
- Carlo Fayer
- Ferruccio Ferrazzi
- Achille Funi
- Barbara Galbiati
- Francesco Menzio
- Giuseppe Migneco
- Sante Monachesi
- Giuseppe Montanari
- Luigi Montanarini
- Enzo Morelli
- Antonio Pedretti
- Bruno Saetti
- Innocente Salvini
- Aligi Sassu
- FiorenzoTomea
- Eugenio Tomiolo
- Ernesto Treccani
- Carmelo Nino Trovato
- Gianfilippo Usellini